# Mirosaljci (Arilje)
Mirosaljci (em cirílico: Миросаљци) é uma vila da Sérvia localizada no município de Arilje, pertencente ao distrito de Zlatibor, na região de Stari Vlah. A sua população era de 774 habitantes segundo o censo de 2011.

## Demografia
| 1948 | 1953 | 1961 | 1971 | 1981 | 1991 | 2002 | 2011 |
| ---- | ---- | ---- | ---- | ---- | ---- | ---- | ---- |
| 1200 | 1253 | 1214 | 1130 | 1022 | 896  | 847  | 774  |